# Monika Lukášová Spilková
Monika Lukášová Spilková (* 11. ledna 1987, Brno) je česká politička, historička umění, kurátorka výstav a provozovatelka vinárny.

## Politické působení
Od roku 2017 je členkou České pirátské strany. V komunálních volbách v roce 2018 kandidovala jako členka Pirátů z druhého místa pirátské kandidátky na Brně-střed a byla zvolena zastupitelkou.